# Vervant (Charente Marittima)
Vervant è un comune francese di 209 abitanti situato nel dipartimento della Charente Marittima nella regione della Nuova Aquitania.

## Società

### Evoluzione demografica
Abitanti censiti